# Ciro Redondo (Municipio)
Ciro Redondo ist ein Municipio und eine Stadt in der kubanischen Provinz Ciego de Ávila. Die Stadt Ciro Redondo befindet sich ungefähr auf halbem Weg zwischen Ciego de Ávila und Morón.
Das Municipio hat 28.370 Einwohner auf einer Fläche von 569 km², was einer Bevölkerungsdichte von rund 50 Einwohnern pro Quadratkilometer entspricht.